# Karsts de Chine du Sud

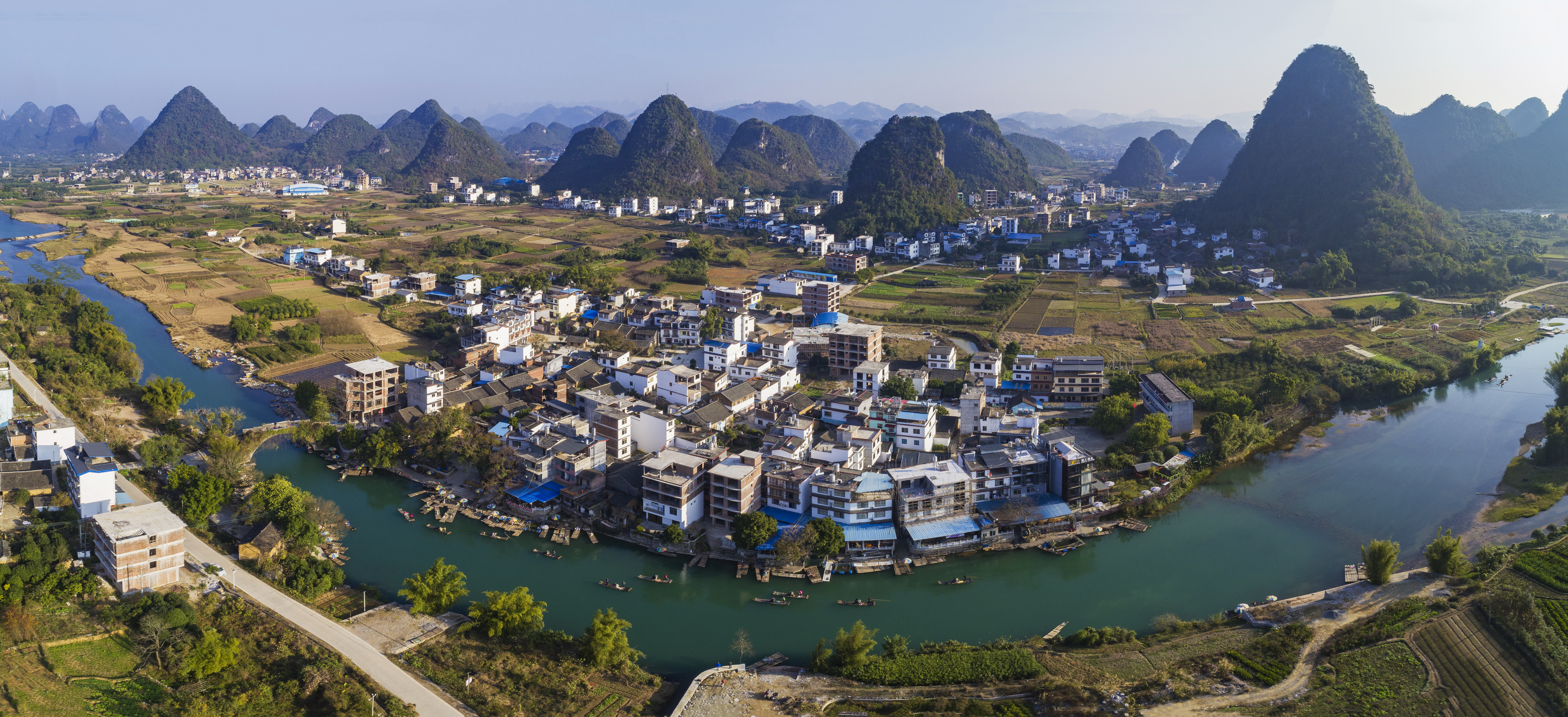
Karst autour de la ville de Guilin, dans le district de Yangshuo.

Les karsts de Chine du Sud se trouvent dans plusieurs provinces méridionales de la Chine, notamment le Guangxi, le Guizhou et le Yunnan. Cette région du pays est célèbre pour ses paysages karstiques et sa biodiversité.
Certains parmi les plus remarquables ont été inscrits en 2007 sur la liste du patrimoine mondial de l'UNESCO.

## Répartition géographique
Sept groupes karstiques répartis dans quatre provinces sont inscrits au patrimoine mondial :
- karst de Libo, sur le territoire du district de Libo, dans le sud de la province du Guizhou, comprend les deux sites du Karst à pitons de Da-Xiao Qikong et du Karst à pitons de Maolan
- karst de Shilin, sur le territoire du district de Shilin, dans le sud-est de la province du Yunnan, comprend les deux sites de la Forêt de pierres de Naigu et de la Forêt de pierres centrale
- karst de Wulong, sur le territoire du Xian de Wulong, dans le sud de la municipalité de Chongqing, comprend les trois sites de la Doline géante de Qingkou, des Trois ponts naturels et du Réseau de grottes de Furong appartenant à la région du Wulingyuan
- karst de Guilin et Yangshuo (Gorges de la Li)
- karst de Shibing[2],
- karst de Jinfoshan[3],
- karst de Huanjiang[4].

Autres formations karstiques : Karst de Suiyang, Karst de Yesanpo, Karst de Fengjie, Karst de Fuling, Karst de Lichuan, Karst de Fengshan, Karst de Zheng'an, Karst de Jiangkou, Karst de Longshan, Karst d'Anlong, Karst de Xiuwen et Xifeng, Karst de Xinlong, Karst de Bama, Karst de Leye, Karst de Xingwen...

### Source
- (en + fr) Document d'évaluation (2007) Évaluation préalable à l'inscription au patrimoine mondial réalisée par l'UICN